# Regiunea Dosso
Dosso este o regiune a Nigerului.